# Colapso de la presa Banqiao
El Colapso de la presa de Banqiao (en chino tradicional: 河南「75·8」水庫潰壩; en chino simplificado: 河南“75·8”水库溃坝) fue el colapso de 62 presas, incluida la presa Banqiao en Henan, China, bajo la influencia del Tifón Nina de 1975. En agosto de 1975, la falla de la presa creó la tercera inundación más mortal en la historia que afectó a una población total de 10,15 millones e inundó alrededor de 30 ciudades y condados de 12 000 kilómetros cuadrados, con un número estimado de muertes que van desde decenas de miles a 240 000. La inundación también causó el colapso de 6,8 millones de casas.
El colapso de la presa tuvo lugar durante la Revolución Cultural. El Partido Comunista de China (PCCh) y el gobierno chino ocultaron los detalles del desastre hasta la década de 1990, cuando el libro "Las grandes inundaciones en la historia de China (中国历史大洪水)" reveló parte de la información al público por primera vez.; El libro fue precedido por Qian Zhengying, quien se desempeñó como Ministro de Recursos Hídricos de China en los años setenta y ochenta.
El colapso de la presa de Banqiao fue calificado una de las mayores catástrofes causadas por el hombre. La mayoría de las represas que colapsaron se construyeron con la ayuda de expertos de la Unión Soviética o durante el Gran Salto Adelante de China. La construcción de las presas enfatizó el objetivo de retener agua y pasó por alto sus capacidades para prevenir inundaciones, mientras que la calidad de las presas también se vio comprometida debido al Gran Salto Adelante. Algunos expertos también han señalado que el Gran Salto Adelante y el "Aprender de Dazhai en la agricultura" dañaron severamente el ecosistema y la cubierta forestal en la región, que fue una de las principales causas de la inundación; Sin embargo, el mal manejo del gobierno de la falla de la presa contribuyó aún más a las causas.

## El colapso de las represas

### 6-7 de agosto

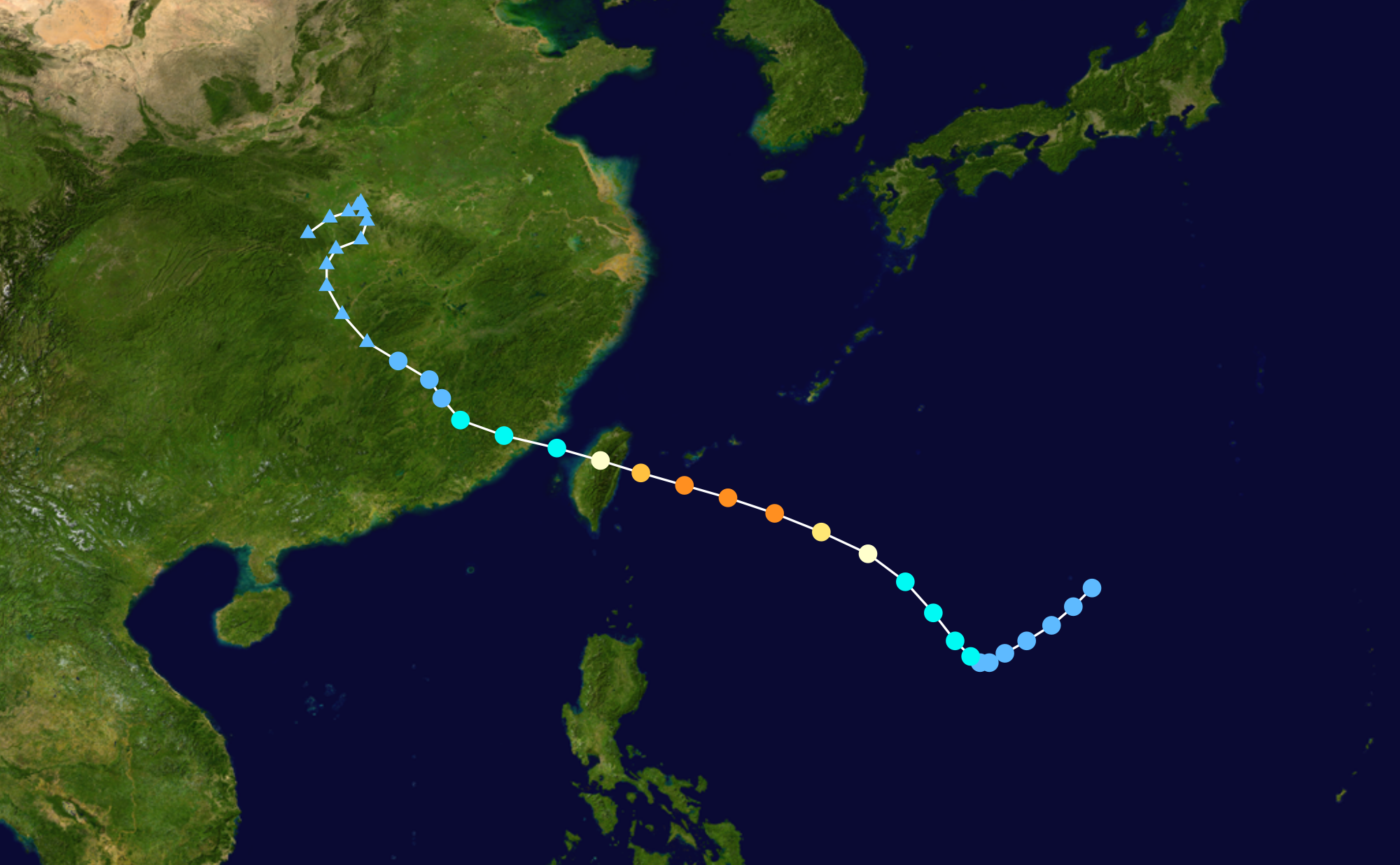
Mapa que traza la trayectoria del Tifón Nina.

La comunicación con la presa se perdió en gran parte debido a fallas de cables. El 6 de agosto, una solicitud para abrir la presa fue rechazada debido a las inundaciones existentes en las áreas aguas abajo. El 7 de agosto se aceptó la solicitud, pero los telegramas no llegaron a la presa. Las compuertas no fueron capaces de manejar el desbordamiento de agua parcialmente debido a la obstrucción por sedimentación. El 7 de agosto a las 21:30, la Unidad 34450 del Ejército Popular de Liberación (por su nombre, la 2ª División de Artillería en residencia en el condado de Queshan), que se desplegó en la presa de Banqiao, envió por telégrafo la primera advertencia de falla de presa.

### 8 de agosto

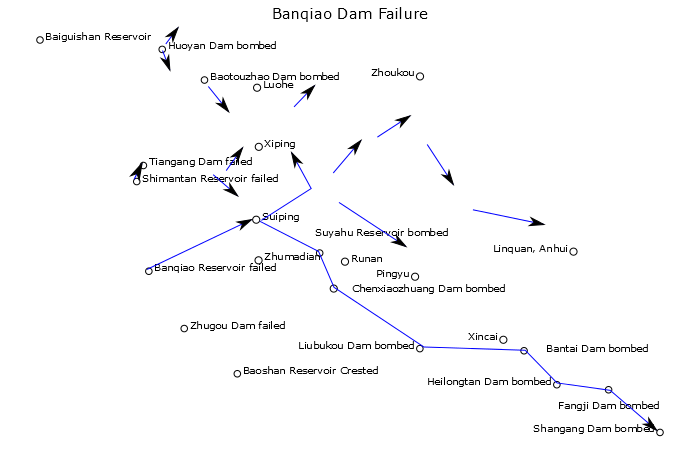
Diagrama aproximado del flujo de agua durante la falla de la represa Banqiao.

El 8 de agosto, a la 1:00, el agua en el Banqiao alcanzó el nivel de 117,94 metros sobre el nivel del mar, o 0,3 metros más alto que el muro de protección contra olas en la presa, y falló. La misma tormenta causó la falla de 62 presas en total. La escorrentía de la Represa de Banqiao fue de 13 000 m³ por segundo frente a 78 800 m³ por segundo y, como resultado, 701 millones de m³ de agua se liberaron en 6 horas, mientras que 1,67 mil millones de m³ de agua se liberaron en 5,5 horas en un río arriba Presa Shimantan, y 15 738 billones de m³ de agua fueron liberados en total.
Las aguas de inundación resultantes causaron una ola de 10 kilómetros de ancho y 3-7 metros de altura en Suiping (遂平) que se precipitó en las llanuras inferiores a casi 50 kilómetros por hora, casi eliminando un área de 55 kilómetros de largo y 15 kilómetros de ancho, y creando lagos temporales de hasta 12 000 kilómetros cuadrados. Siete asientos del condado, Suiping, Xiping (西 平), Ru'nan (汝南), Pingyu (平舆), Xincai (新 蔡), Luohe (漯河) y Linquan (临泉) fueron inundados, al igual que miles de kilómetros cuadrados de campo e innumerables comunidades. Las órdenes de evacuación no se habían entregado por completo debido a las condiciones climáticas y las malas comunicaciones. Los telégrafos fallaron, las bengalas de señales disparadas por la Unidad 34450 fueron malentendidas, los teléfonos eran escasos y algunos mensajeros fueron atrapados por la inundación. 
Para proteger otras presas de la falla, varias áreas de desviación de inundación fueron evacuadas e inundadas, y varias represas fueron deliberadamente destruidas por ataques aéreos para liberar agua en las direcciones deseadas. Las áreas de derivación de inundaciones de Nihewa y Laowangpo río abajo de las presas pronto excedieron su capacidad y cedieron parte de su almacenamiento el 8 de agosto, lo que obligó a que más áreas de desviación de inundaciones comenzaran a evacuarse.  

### 9 de agosto
Los diques en el río Quan colapsaron en la tarde del 9 de agosto, y todo el condado de Linquan en Fuyang, Anhui, se inundó. Como la presa de Boshan, con una capacidad de 400 millones de m³, con cresta y el agua liberada de los fracasos de Banqiao y Shimantan se precipitaban río abajo, se efectuaron ataques aéreos contra varias presas para proteger la presa del lago Suya, que ya tenía 1,200 millones de m³ de agua. Suya Lake solo ganó un respiro temporal, ya que tanto él como Boshan se convirtieron en objetivos eventuales. Finalmente, la presa de Bantai, con 5,700 millones de m³ de agua, fue bombardeada. 

### Después del 9 de agosto
El Ferrocarril Jingguang, una arteria principal de Beijing a Guangzhou, fue cortado durante 18 días, al igual que otras líneas de comunicación cruciales. Aunque se desplegaron 42 618 tropas del Ejército Popular de Liberación para el socorro en casos de desastre, se cortaron todas las comunicaciones hacia y desde las ciudades. Nueve días después, todavía había más de un millón de personas atrapadas en las aguas, que dependían de las descargas de alimentos y eran inaccesibles para los trabajadores de socorro. Las epidemias y la hambruna devastaron a los supervivientes atrapados. El daño del área de Zhumadian se estimó en alrededor de 3500 millones de CNY (513 millones de dólares). El gobierno de Zhumadian hizo un llamamiento a toda la nación en busca de ayuda y recibió más de 300 millones de CNY (44 000 000 de dólares) en donaciones.
Después de la inundación, el Departamento de Conservación de Agua y Electricidad celebró una cumbre de Prevención Nacional de Inundaciones y Seguridad de Embalses en Zhengzhou, Henan, y se realizó un examen nacional de seguridad de yacimientos. Chen Xing fue llevado nuevamente al proyecto.   

## Muertes
Se ha informado que entre 90 000 y 230 000 personas murieron como resultado de la rotura de la presa. Según el Departamento de Hidrología de la provincia de Henan, aproximadamente 26 000 personas murieron en la provincia por las inundaciones y otras 145 000 murieron durante las epidemias y la hambruna posteriores. Además, aproximadamente 5 960 000 edificios colapsaron y 11 millones de residentes se vieron afectados. Las estimaciones no oficiales de la cantidad de personas muertas por el desastre han llegado a 240 000 personas. La cifra de muertos por este desastre fue desclasificada en 2005.
Mientras que solo 827 de cada 6000 personas murieron en la comunidad evacuada de Shahedian justo debajo de la presa Banqiao, la mitad de un total de 36 000 personas murieron en la comuna Wencheng no levantada del condado de Suipin al lado de Shahedian, y la comuna Daowencheng fue borrada del mapa, matando todos los 9600 ciudadanos. Aunque al principio se informó que muchas personas estaban perdidas, muchas de ellas más tarde regresaron a casa. Un libro de 2005 compilado por la Oficina de Archivos del condado de Suiping informa que más de 230 000 se dejaron llevar por el agua, en el cual 18 869 murieron.

## Secuelas
Oficialmente, la falla de la presa fue un desastre natural en lugar de un desastre provocado por el hombre, con fuentes gubernamentales que hacen hincapié en la cantidad de lluvia en comparación con la deficiente ingeniería y construcción. El Diario del Pueblo ha mantenido que la presa fue diseñada para sobrevivir una inundación de una vez en 1000 años (300 mm de lluvia por día) pero una inundación de una vez en 2000 años ocurrió en agosto de 1975, tras la colisión del Tifón Nina y un frente frío. El tifón fue bloqueado durante dos días antes de que su dirección finalmente cambiara de noreste a oeste. 
Como resultado de este sistema de tormentas casi estacionario, más de un año de lluvia cayó dentro de las 24 horas (se establecieron nuevos registros, con 189,5 mm de lluvia por hora y 1060 mm por día, superando el promedio precipitación anual de aproximadamente 800 mm, que las previsiones meteorológicas no pudieron predecir. La Televisión Central de China informó que el tifón desapareció del radar a medida que se degradaba. Según Xinhua, el pronóstico fue para una precipitación de 100 mm por parte del Observatorio Meteorológico Central con sede en Beijing.